# Los Ulen
Los Ulen es una compañía de teatro española.
Nació en Sevilla en 1987 en torno a Friedhelm Grube (Fli), actor clown, autor y director. Hasta 1995 se llamó "Ulen Spigel".
Friedhelm Grube es para los miembros de la compañía (Pepe Quero, Maite Sandoval, Paco Tous) su maestro, y colaboró en su primer espectáculo, la trilogía de Las edades del hombre: ¿Dónde he caído?, Somos novios y Mucho sueño.
La muerte de Grube los sumió en la incertidubre, hasta que en 1994 volvieron con Cadáveres exquisitos. En la misma línea estrenaron Maná-maná (Una crónica de parias) (1996). Sus siguientes obras fueron Jeremías (corre el año 2030); Bar de lágrimas; y El mundo de los simples (Una caricatura de la libertad) (2003). Después vendrían Alicia, Ballet Flamenco (2004), Ave Sosia (Una comedia mediterránea) (2005) y Cum Laude (2006).
Aunque Los Ulen habían sido fieles al teatro del clown, la muerte de su mentor les supuso una evolución. Si sus primeros espectáculos eran básicamente humorísticos, jugando con los tópicos del clown, Cadáveres exquisitos fue la primera muestra de un humor muy corrosivo y de un viaje continuo del llanto a la risa. Jeremías, corre el año 2030 incorporaba más la palabra y la dramaturgia, y Bar de lágrimas reflexionaba sobre los recursos del clown y del actor, más que antes.